# Гдовка (судно)
Гдовка — историческое название небольших промысловых парусно-гребных судов и лодок, характерных для Чудского озера и русского побережья Финского залива в конце XIX века. Происхождение термина связывают с названием города Гдов. В XX веке лодки этой конструкции можно было встретить на многих водоёмах центральной и северной части России, а также на Каспийском море.

## Конструкция
Считается, что конструкция гдовки возникла на берегах Чудского озера не позднее середины XIX века. Как правило, типичная гдовка обладает обводами, сходными с обводами астраханских бударок и великовражек. Её корпус имеет длину 7 метров, ширину 2,2 метра, высоту борта около 0,72 метра, массу около 615 кг. Для гдовки характерны большой развал бортов, прямые штевни и плоское дно. Это обеспечивало судну хороший ход под вёслами, устойчивость на курсе, неплохую мореходность и остойчивость при работе с рыболовецкими снастями и сетями.